# Nishinoshima (Shimane)
Pour les articles homonymes, voir Nishinoshima.
Nishinoshima (西ノ島町, Nishinoshima-chō) est un bourg situé dans le district d'Oki, sur île Nishino de la préfecture de Shimane, au Japon.

## Géographie

### Situation
Le bourg de Nishinoshima est situé dans la préfecture de Shimane, sur Nishino-shima, une île de l'archipel d'Oki, au Japon.

### Démographie
Au 1er mai 2015, la population de Nishinoshima s'élevait à 2 904 habitants répartis sur une superficie de 55,95 km2.